# Theater der französischen Klassik

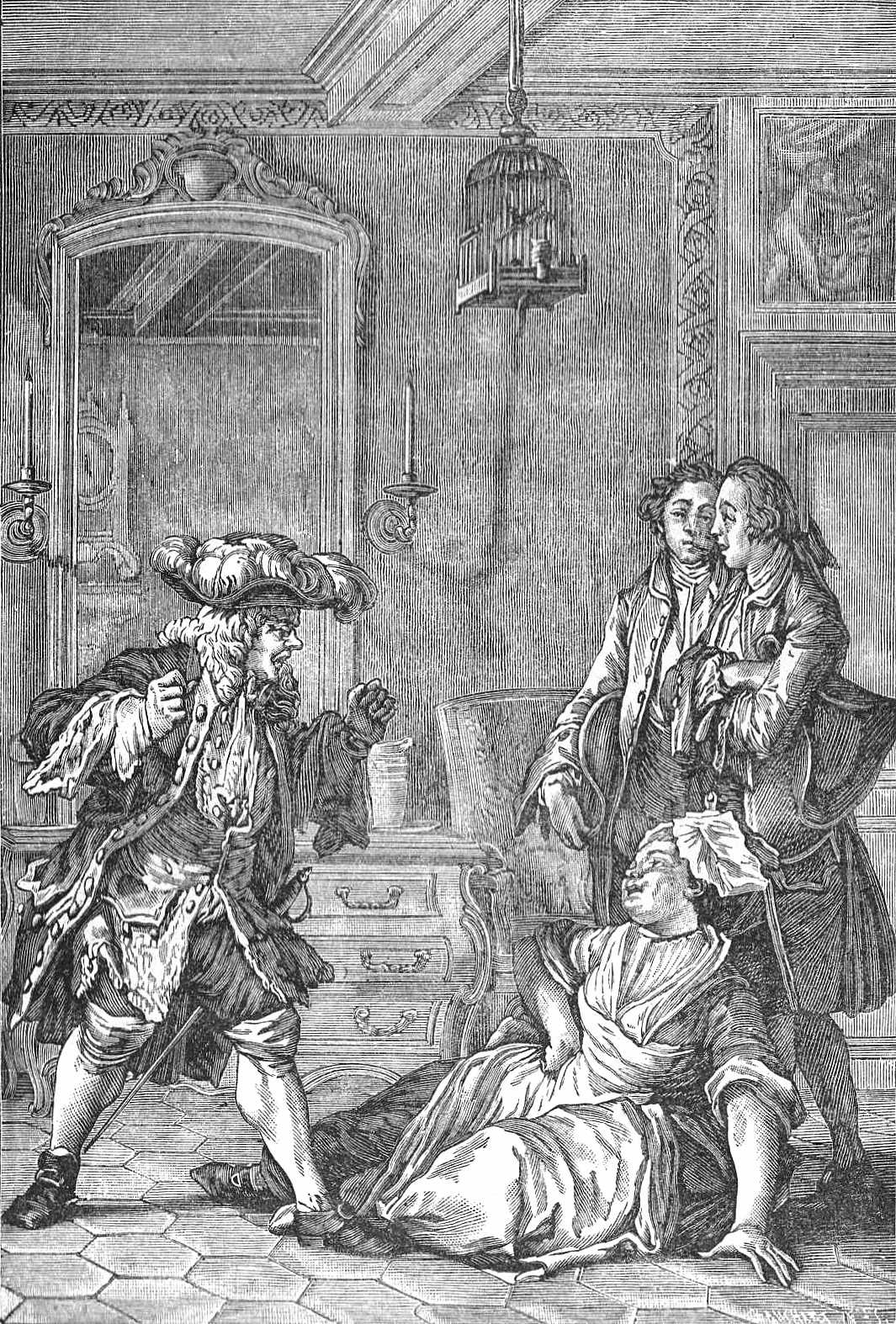
Jean-Michel Moreau: Stich zu einer Szene aus Molières Komödie „Der Bürger als Edelmann“ (Le bourgeois gentilhomme)

Das Theater der französischen Klassik hatte seine von den Autoren Corneille, Racine und Molière geprägte Blütezeit zwischen etwa 1660 und 1680; die Spätzeit der Klassik reichte noch bis zum Tod König Ludwigs XIV. im Jahr 1715.

## Entstehung
Seit Ende der Antike hatte das Theater keine festen Bühnen und Spielstätten, vielmehr zogen Wandertruppen durch Europa. Das änderte sich erst wieder zu Beginn der Neuzeit: In Italien wurde das erste Theatergebäude 1585 in Vicenza errichtet, in England folgte u. a. das Globe Theatre 1599. In Frankreich machten König Ludwig XIII. und Kardinal Richelieu das Theater in den 1630er Jahren zu einem Bestandteil der französischen Hofkultur. In der Residenz Richelieus, dem Palais-Cardinal (später Palais Royal genannt) gab es in den 1630er Jahren zunächst eine Petite Salle des Comédies. 1641 wurde in demselben Palais ein größeres Theater, die Grande Salle du Palais-Royal, eröffnet. So entstand in Frankreich eine Theatertradition, die zugleich höfisches Machtinstrument war: Gespielt wurden nur die vom König genehmigten Theaterstücke, welche die Ideale des Hofes repräsentierten. Das französische Theater wurde nun zur wichtigsten Unterhaltungseinrichtung der Aristokratie und des Großbürgertums. Für das einfache Volk gab es das Jahrmarktstheater (Théâtre de la Foire).

## Periodisierung und Autoren
Die Epoche der französischen Klassik wird von etwa 1660 bis 1715 gerechnet. Im europäischen Vergleich fällt diese Epoche mit dem literarischen Barock zusammen. Für Frankreich wird dieser Begriff jedoch entweder vermieden oder auf die Zeit vor 1650/1660 eingeschränkt, da das von Richelieu eingeführte Regelwerk der doctrine classique („klassischen Lehre“) eine an der Antike orientierte Literatur und ein formstrenges Drama verlangt. So war im Theater eine Lösung durch den deus ex machina zu vermeiden und die drei Aristotelischen Einheiten von Ort, Zeit und Handlung waren einzuhalten. Mit den sonst üblichen barocken Stilmerkmalen – wie einer romanesken oder verschachtelten Handlung – ist dieses Regelwerk nicht in Einklang zu bringen.
Die wichtigsten Theaterautoren der französischen Klassik sind Pierre Corneille und Jean Racine (Tragödie) und Molière (Komödie). Molière entwickelte die italienische Commedia dell’Arte zu einer Komödienform weiter, bei welcher ein Charakterdefekt der Zentralfigur die Handlung bestimmt. Corneille, der sich auch dramentheoretisch äußerte (Trois discours sur le poème dramatique), sah den Zweck des Schauspiels im Vergnügen (plaisir) des Zuschauers, das sich aber nur dann einstellt, wenn das Werk auch nützliche Lehren enthält, entsprechend dem Motto prodesse et delectare. Das Menschenbild seiner Tragödien wurzelte im christlichen Stoizismus um 1600 und stellte Wesensmerkmale wie Stolz, Ruhm, Beständigkeit und Opferbereitschaft in den Mittelpunkt.
Das Auftreten der Schauspieler hatte sich an der Schicklichkeit (bienséance) zu orientieren; aller Affekt musste hinter den Geboten des guten Geschmacks zurücktreten. Der Text des Autors wurde nach den Regeln der Rhetorik deklamiert. Für die Bewegungen galt der französische Tanz als beispielhaft; Molière erfand sogar, zusammen mit dem Komponisten Jean-Baptiste Lully, die neue dramatische Gattung der Ballettkomödie, die Schauspiel, Gesang und Tanz vereint. Als gelungenstes Beispiel gilt sein Werk „Der Bürger als Edelmann“ (Le bourgeois gentilhomme). Bei Corneille und Racine treten antike Helden und Liebhaber auf, als wären sie zeitgenössische Höflinge. Der Historiker Hippolyte Taine charakterisierte sie so (Philosophie der Kunst, 1865): „Die rasendsten oder wildesten Liebhaber sind vollendete Kavaliere, welche zierliche Redensarten drechseln und Verbeugungen machen. (…) Sie sprechen sterbend regelrechte Satzfolgen; ein Prinz muss bis zum letzten Atemzug etwas vorstellen und mit feierlichem Anstande zu sterben wissen.“
Mehrere Umstände führten um 1680 zu einer Zäsur des klassischen französischen Theaters: Molière starb 1673, Corneille schrieb seit 1674 nicht mehr für die Bühne und Racine zog sich 1677 vom Theaterbetrieb zurück. Zudem setzte am französischen Hof ab etwa 1680 eine bigotte Frömmigkeit ein, die sich auch gegen das Theater wendete. 1687 begann die Querelle des Anciens et des Modernes, in der um die Orientierung der zeitgenössischen französischen Literatur an der Antike gestritten wurde. Schließlich verlor das Sprechtheater zugunsten der Oper an Bedeutung. In der Spätzeit bis 1715 erstarrte die klassische französische Tragöde in ihrem Regelgerüst, während die Komödie durch Edmé Boursault, Charles Dufresny, Jean-François Regnard und Alain-René Lesage zur „Sittenkomödie“ (comédie des mœurs) weiterentwickelt wurde. Die Lustspiele waren nun stärker satirisch ausgerichtet und hielten dem Bürgertum mit Darstellung seiner finanziell bedingten Konflikte (Käuflichkeit, Spekulation, Mitgiftjägerei u. a.) den Spiegel vor.